# Lac des Assiettes
Le lac des Assiettes est un lac de France situé dans les Alpes, dans le département de la Savoie. 
Il se trouve dans la vallée de la Tarentaise, à l'est de Pralognan-la-Vanoise, dans le parc national de la Vanoise. Il occupe une petite dépression endoréique à 2 470 mètres d'altitude, sous l'aiguille de la Vanoise (2 797 m) au nord, la Grande Casse (3 855 m) au nord-est et les rochers du Génépy (2 940 m) au sud. En aval à l'ouest s'écoule le ruisseau de l'Arcelin, affluent du Rhône via le Doron de Pralognan, le Doron de Bozel et l'Isère.
Le refuge du Col de la Vanoise se trouve au col de la Vanoise à quelques dizaines de mètres à l'est du lac, points de passage du GR55 et du Tour des Glaciers de la Vanoise, ce dernier traversant la partie sud du fond du lac lorsque celui-ci n'est pas en période de pleines eaux. Avec les lacs des Vaches, Long, Rond et du Col de la Vanoise, le lac des Assiettes est l'un des lacs à chapelet qui s'égrènent autour du col de la Vanoise.

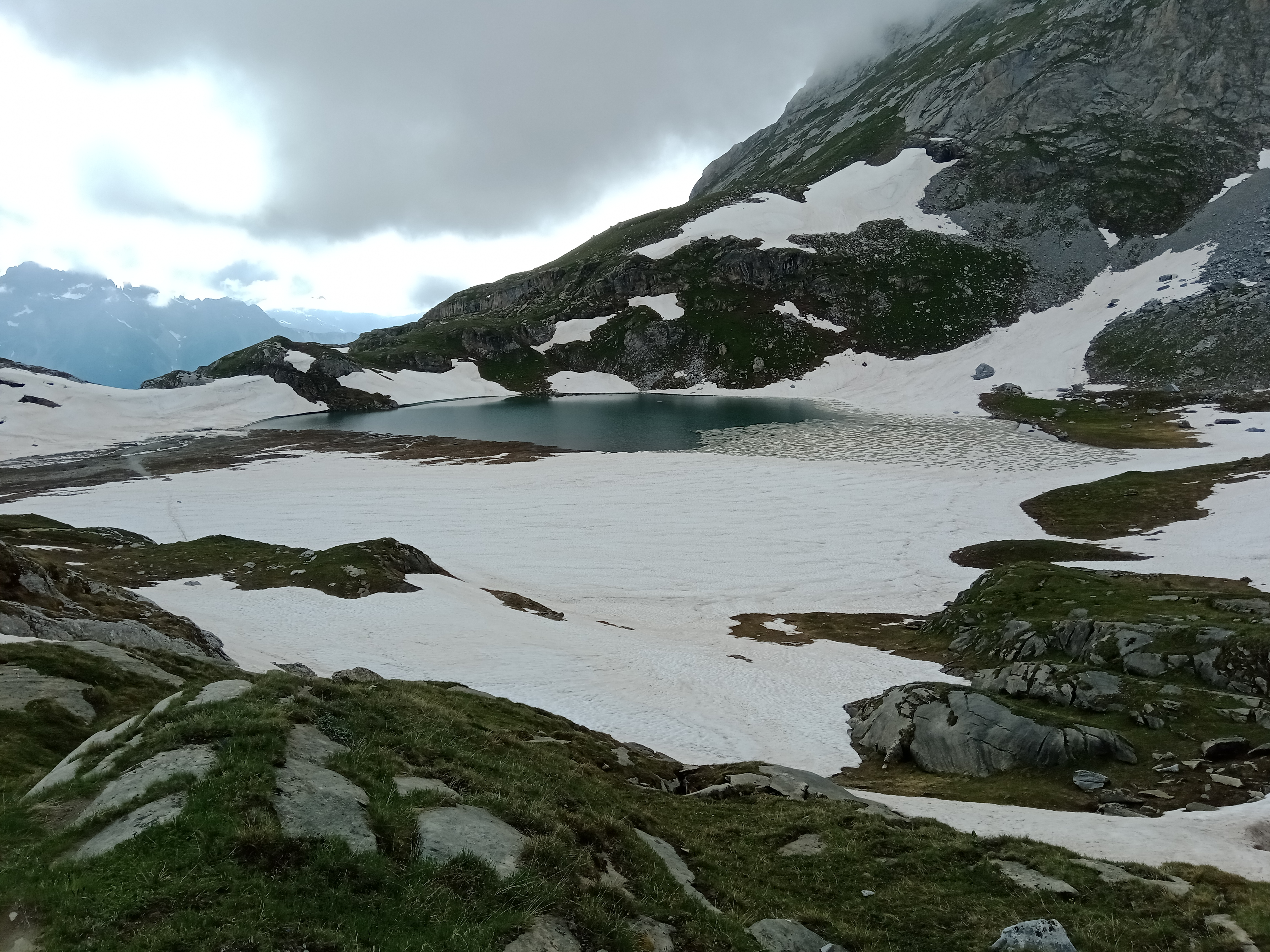
Vue depuis le sud-est du lac des Assiettes partiellement enneigé en juin 2021.

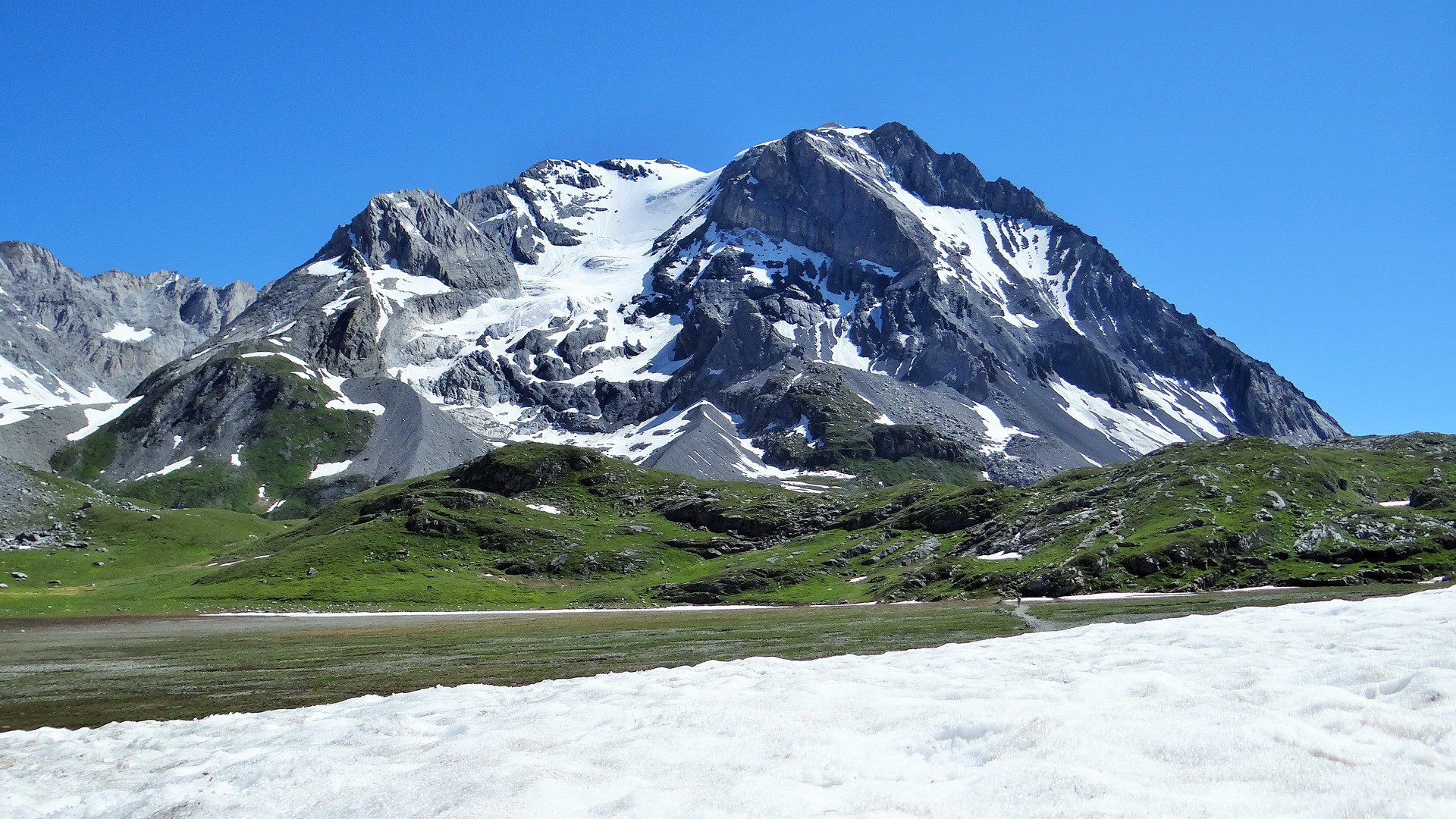
La Grande Casse et le glacier des Grands Couloirs dominant le col de la Vanoise vus depuis le lac des Assiettes en juillet 2016.